# اولگا کوژلا
اولگا کوژلا (روسی: Ольга Петровна Кужела؛ زادهٔ ۲۹ اوت ۱۹۸۵) شناگر اهل روسیه است.
وی همچنین برندهٔ جوایزی همچون نشان دوستی شده‌است.